# Pape Latyr N’Diaye
Pape Latyr N’Diaye (ur. 30 listopada 1977 w Ouakam) – senegalski piłkarz grający na pozycji bramkarza.

## Kariera klubowa
N’Diaye w swojej karierze grał w takich klubach jak: Entente Sotrac, AS Douanes i US Ouakam

## Kariera reprezentacyjna
W 2012 roku został powołany do kadry na Puchar Narodów Afryki 2012.